# طاووس کارنا (پروانه)
طاووس کارنا (پروانه)(نام علمی: Papilio karna) نام یک گونه از تیره پروانه‌های دم‌چلچله‌ای است.
- طاووس کارنا (Papilio karna) زیرگونه‌ها:

- طاووس کارانا کارانا (Papilio karna karna )
- طاووس کارانا کارناتوس (Papilio karna carnatus)
- طاووس کارانا دیسکوردیا (Papilio karna discordia)
- طاووس کارانا ایرائوانا (Papilio karna irauana)